# Claire Pataut
Claire Pataut est une actrice française. Elle joue surtout à la télévision.

## Filmographie
- 1998 : Miranda (série télévisée)
- 1998 : La Kiné (série télévisée)
- 2000 : Vestiaire obligatoire (court-métrage)
- 2001 : Navarro (série télévisée), épisode "Jusqu'au bout de la vie" : Magali
- 2003 : Blague à part (série télévisée), épisode "Poteca" : Fanny
- 2003 : Le roman de Georgette (téléfilm) : Hôtesse Avion
- 2005 : Les Parrains : La femme client Bentley
- 2006 : SOS 18
- 2008 : Agathe Cléry, comédie musicale d'Étienne Chatiliez : Alice
- 2010 : Mardi en famille (série télévisée) : la mère
- 2012 : La Planète des cons (téléfilm) : l'assistante de direction
- 2013 : R.I.S Police scientifique (série télévisée), épisode "Nature morte" : Chloé Beckett
- 2014 : In America (série télévisée) : Catherine Mousset

## Théâtre
- 2002-2005 : Arrête de pleurer Pénélope